# 殷勇 (1969年)
殷勇（1969年8月—），男，湖北武汉人，清华大学自动控制和企业管理双学士，哈佛大学肯尼迪政府学院公共管理硕士、清华大学系统工程博士。中华人民共和国政治人物，长期在国家外汇管理局工作。现任中共北京市委副书记、北京市人民政府市长。

## 生平

### 早年
殷勇是湖北武汉蔡甸人。1987年，他考入清华大学自动化系。1992年，殷勇本科毕业，被推荐到清华大学经济管理学院直接攻读博士学位，师从中国系统工程学科的开创人之一、清华大学工业自动化专业和系统工程专业创办者郑维敏教授，与中国人民银行原行长周小川师出同门。殷勇博士学位论文的题目是《基于时间分形和稳定分布的证券定价与投资管理》。攻读博士学位期间，殷勇在1994年5月加入中国共产党，1996年毕业。

### 外汇局
1997年1月，殷勇博士毕业参加工作，被分配到国家外汇管理局储备管理司。此后他长期在国家外汇管理局工作。2002年7月起储备管理司副司长，2007年8月起任中央外汇业务中心主任等职务，2001年至2002年外派担任中国投资有限责任公司（新加坡）总经理。
2003年1月，清华大学经济管理学院首任院长、时任国务院总理朱镕基曾来到储备司视察，时任副司长的殷勇站在电梯间迎候，朱镕基表示“他们都是些娃娃”。

### 央行
2015年8月19日，被任命为中国人民银行行长助理、党委委员，成为时任行长周小川的助手。
2016年12月27日，更进一步，被任命为中国人民银行副行长，以47岁年龄打破了陈雨露保持的最年轻中国央行副行长的记录（49岁）。相关人士认为，业务精湛是其一年多内两次升迁，官至副部级的主要原因。专业人士指出，殷勇曾多年从事外汇管理工作，这一任命有利于中国在今后一段时间内应对人民币贬值压力和来自国际金融市场的挑战。

### 北京市
2018年1月19日，任北京市人民政府副市长。官方向北京市人大常委会提请任命殷勇时，形容他“熟悉外汇、储备、经营管理工作，业务能力突出”。2018年12月，任中共北京市委常委。
2022年6月，升任中共北京市委副书记。同年7月，辞去北京市人民政府副市长职务。同年10月，在中共二十大上当选为中央委员，成为中国最年轻的中央委员。月底，接替调往上海的陈吉宁出任北京市人民政府代市长，晋升正部级。
2023年1月19日，北京市第十六届人民代表大会第一次会议选举殷勇为北京市市长。

## 外界評論
2022年10月，殷勇獲《华尔街日报》文章點名選爲中國共產黨五大「政治新星」之一，被指有可能接班习近平而接任最高領導人。